# Pantopsalis phocator
Espèce
Pantopsalis phocator est une espèce d'opilions eupnois de la famille des Neopilionidae.

## Distribution
Cette espèce est endémique de l'île Stewart en Nouvelle-Zélande. Elle se rencontre sur l'île de la Morue.

## Description
Le mâle mesure 2,2 ± 0,2 mm et la femelle 3,0 ± 0,2 mm.

## Systématique et taxinomie
Cette espèce a été décrite par Taylor en 2004.

## Publication originale
- Taylor, 2004 : « New Zealand harvestmen of the subfamily Megalopsalidinae (Opiliones:Monoscutidae) — the genus Pantopsalis. » Tuhinga, vol. 15, p. 53–76.